# Болтирик
Болтирик (каз. Бөлтірік, до 1993 г. — Андреевка) — село в Шуском районе Жамбылской области Казахстана. Входит в состав Дулатского сельского округа. Находится примерно в 20 км к северу от города Шу. Код КАТО — 316635400.
Названа в честь Болтирик Алменулы.

## Население
В 1999 году население села составляло 612 человек (337 мужчин и 275 женщин). По данным переписи 2009 года, в селе проживали 334 человека (183 мужчины и 151 женщина).